# لوثر جونز
لوثر جونز (بالإنجليزية: Luther Jones)‏ هو مجدف أمريكي، ولد في 29 أكتوبر 1948 في بوكاتيلو في الولايات المتحدة.

## وصلات خارجية
- لوثر جونز على موقع الاتحاد الدولي للتجديف (الإنجليزية)
- لوثر جونز على موقع أوليمبيديا (الإنجليزية)